# Кололи, Беньямин
Беньямин Кололи (алб. Benjamin Kololli; 15 мая 1992, Эгль, Швейцария) — косовский футболист, полузащитник японского клуба «Симидзу С-Палс» и национальной сборной Косова.

## Клубная карьера
Беньямин Кололи начинал свою профессиональную карьеру футболиста в швейцарском клубе «Сьон». 5 мая 2013 года он дебютировал в швейцарской Суперлиге, выйдя на замену после перерыва в домашнем поединке против «Базеля». Спустя три дня Кололи забил свой первый гол на высшем уровне, выведя свою команду вперёд в счёте в конце первого тайма гостевого матча с «Лозанной». Сезон 2014/15 он провёл на правах аренды за клуб Челлендж-лиги «Ле Мон». В июле 2015 года Кололи стал футболистом другой команды Челлендж-лиги «Биль-Бьенн», а в середине января 2016 года был отдан в аренду «Янг Бойз».
Летом 2016 года Беньямин Кололи подписал контракт со швейцарской «Лозанной».

## Карьера в сборной
12 ноября 2016 года Беньямин Кололи дебютировал в составе сборной Косова в гостевом матче отборочного турнира чемпионата мира 2018 года против команды Турции, выйдя в основном составе.

## Статистика выступлений

### В сборной
| Матчи и голы Беньямина Кололи за сборную Косова | Матчи и голы Беньямина Кололи за сборную Косова | Матчи и голы Беньямина Кололи за сборную Косова | Матчи и голы Беньямина Кололи за сборную Косова | Матчи и голы Беньямина Кололи за сборную Косова | Матчи и голы Беньямина Кололи за сборную Косова | Матчи и голы Беньямина Кололи за сборную Косова |
| №                                               | Дата                                            | Место проведения                                | Соперник                                        | Счёт                                            | Голы                                            | Соревнование                                    |
| ----------------------------------------------- | ----------------------------------------------- | ----------------------------------------------- | ----------------------------------------------- | ----------------------------------------------- | ----------------------------------------------- | ----------------------------------------------- |
| 1                                               | 12 ноября 2016                                  | Анталья Арена, Анталья                          | Турция                                          | 0:2                                             | —                                               | Квалификация ЧМ 2018                            |
| 2                                               | 24 марта 2017                                   | Лоро Боричи, Шкодер                             | Исландия                                        | 1:2                                             | —                                               | Квалификация ЧМ 2018                            |
| 3                                               | 2 сентября 2017                                 | Максимир, Загреб                                | Хорватия                                        | 0:1                                             | —                                               | Квалификация ЧМ 2018                            |
| 4                                               | 24 марта 2018                                   | Жан Роллан, Франконвиль                         | Мадагаскар                                      | 1:0                                             | —                                               | Товарищеский матч                               |
| 5                                               | 27 марта 2018                                   | Жан Роллан, Франконвиль                         | Буркина-Фасо                                    | 2:0                                             | —                                               | Товарищеский матч                               |
| 6                                               | 11 октября 2018                                 | Фадиль Вокри, Приштина                          | Мальта                                          | 1:0                                             | 1                                               | Лига Наций УЕФА                                 |

Итого: 6 матчей / 1 голов; eu-football.info.